# New Glasgow
New Glasgow (en gaélique écossais : Glaschu Ùr) est la plus grande ville du comté de Pictou, Nouvelle-Écosse au Canada.
New Glasgow est l'une des cinq villes du comté, les autres étant Westville, Trenton, Stellarton, et Pictou. 

## Démographie
| 2001  | 2006  | 2011  | 2016  |
| ----- | ----- | ----- | ----- |
| 9 432 | 9 455 | 9 562 | 9 075 |

## Personnalités liées à la ville

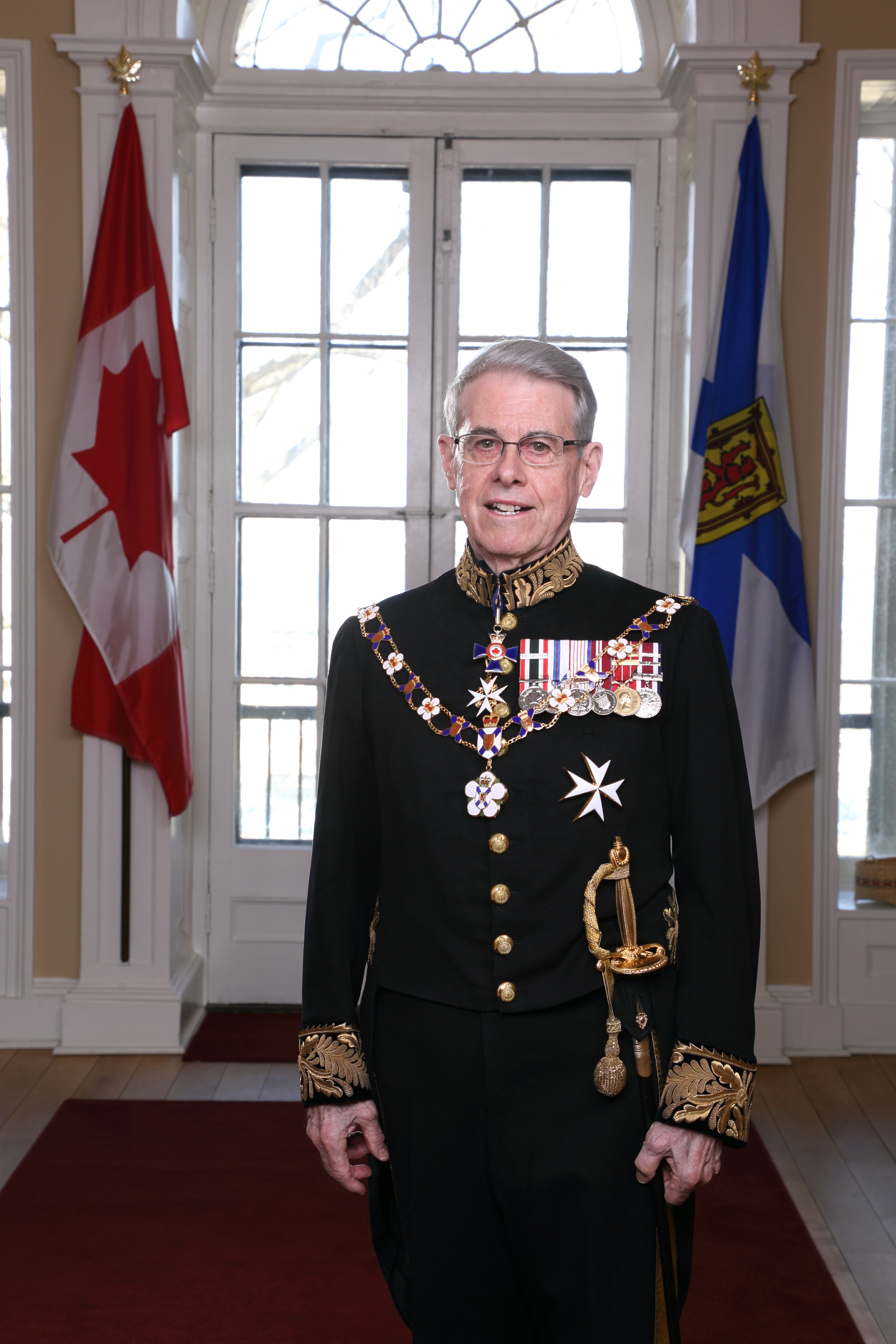
John James Grant

- Carrie Best, journaliste, y est née et morte
- Graham Fraser, un pionnier de la sidérurgie canadienne, est maire de la ville au début du XXe siècle.
- John James Grant, lieutenant gouverneur de la Nouvelle Écosse
- Peter MacKay, ministre de la défense nationale et député y est né.
- Lisa MacLeod, personnalité politique, y est née
- Jonathan Sim, hockeyeur, y est né.
- Mike Smith, acteur, y est né.
- Colin White, hockeyeur, y est né.